# Номерні знаки Бельгії

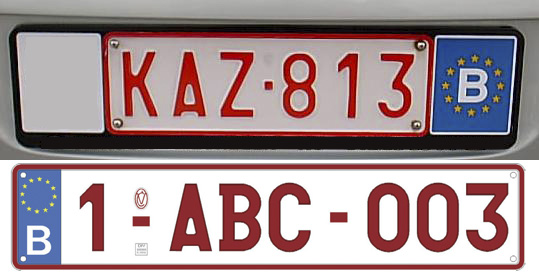
Стандартні бельгійські номерні знаки

Автомобільні номерні знаки Бельгії використовуються для реєстрації транспортних засобів у Бельгії. Вони використовуються для перевірки законності використання, наявності страхування та ідентифікації транспортних засобів.
Передній номерний знак може бути ідентичний задньому або схожий на європейський номерний знак із зображенням смуги ЄС. Задній номерний знак кріпиться на іншу пластину, на якій зображена літера «В» і логотип виробника автомобіля.
У Бельгії номерні знаки присвоюються автовласникам, тому вони переносяться на новий автомобіль від попереднього власника.
Поєднання символів на знаках є серійним і не пов'язане з географічним розташуванням.

## Типи знаків

### Стандартні
Номерні знаки, як правило, супроводжують власників зі зміною автомобілів, тобто коли власник змінює автомобіль, він переносить старий номерний знак на  новий автомобіль, тоді як новий власник старого автомобіля повинен буде прикріпити до нього свій власний номерний знак, якщо він має один транспортний засіб, інакше він подає заявку на новий номер.
Номерна пластина має білий фон з червоними цифрами та літерами. Стандартні бельгійські номерні знаки, випущені до листопада 2010 року, мають параметри 325 мм на 105 мм — менші, ніж у більшості інших європейських країн, хоча нестандартні (для Бельгії) розміри часто використовувалися для передньої панелі — частково завдяки впливу з боку євроспільноти і частково через на таблички, що містять додаткову інформацію та символи, наприклад, смуга ЄС. У листопаді 2010 року Бельгія запровадила стандартний європейський формат, як одна з останніх країн-членів ЄС, що здійснили це. Затримка частково була зумовлена протидією відмови від характерної колірної схеми (червоні символи на білому тлі) на користь європейського стандарту — чорні символи на білому або жовтому тлі.
Іноді перша літера (або перша і друга) має особливу інформативну складову:
- CD — дипломатичні
- G — сільськогосподарська техніка
- M або W —мотоцикли
- O — раритетні
- S — скутери
- T або TX — таксі
- U або Q — причіпи
- Z — дилерські
- ZZ — тест-драйв.

Для загальних позначень використовуються всі літери абетки. Спочатку літери I, M, Q і W ніколи не використовувалися як 2-а або 3-я літери номера, але були додані пізніше, щоб розширити кількість доступних комбінацій. Літера «О» не використовувалася як 2-а або 3-я літера на шестизначних номерних знаках. На сесмзначних номерах використовується.

### Дипломатичні

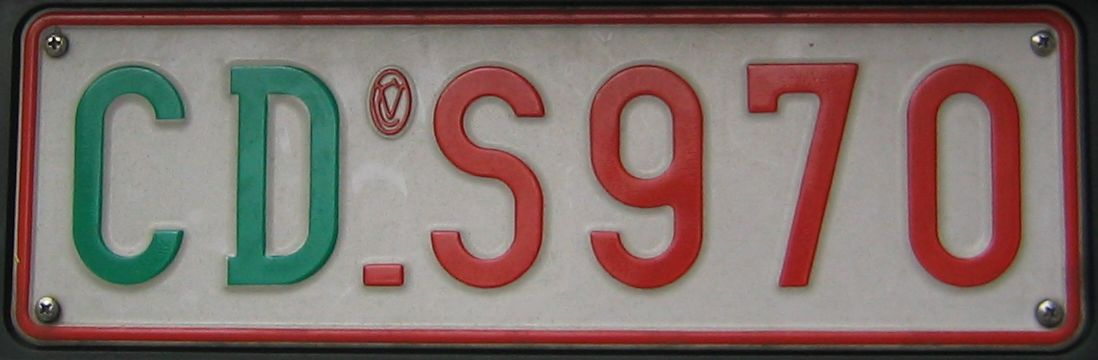
Номерний знак транспортного засобу посольства

Початкові літери «CD» друкуються зеленим або червоним кольором, після чого йде крапка "." і 4 символи (5 символів у 2010 році), надруковані червоним кольором. За хронологічним порядком реєстрації ці символи можуть бути:
- 4 цифри
- 1 літера + 3 цифри
- 3 цифри + 1 лист (у 2008 році)
- 2 літери + 3 цифри (2010).

### Королівського двору та судів
Транспортні засоби Королівського суду мають номери стандартної колірної схеми. Автомобілі, що використовуються монархом, мають однозначні цифри (від 1 до 9). Автомобілі, що використовуються іншими членами королівської сім'ї, мають дві цифри.

### Державний апарат
Номери, видані автомобілям державних службовців, складаються з пластин, де розміщено від однієї до трьох літер та цифр. Код А — міністри (крім керівників регіонів) і державні міністри (почесне звання для видатних політиків), P — члени парламенту (включно з регіональними), E — члени та служби регіональних органів влади. Голова Палати представників Бельгії має номерний знак А1 (1-й громадянин Королівства), голова бельгійського Сенату — А2, прем'єр-міністр — А3 і так далі.

### Військові

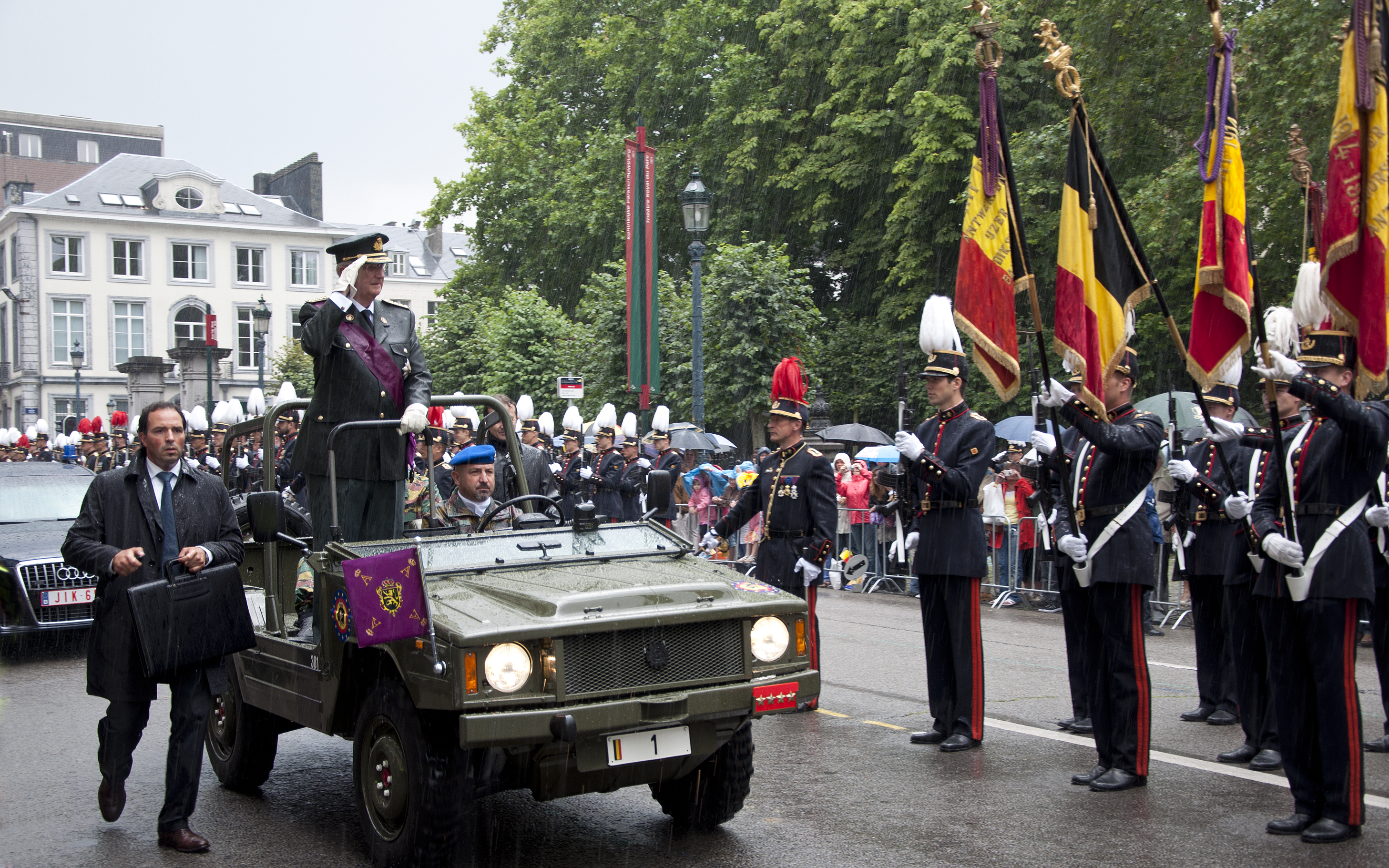
Номерний знак військового автомобіля Верховного Головнокомандуючого

Військові номерні знаки — білі пластини з чорними цифрами і бельгійським прапором ліворуч.

### Для причепів
Номерні знаки для причепів та несамохідних транспортних засобів мають код Q. Ліворуч від пластини — синій прапор шириною 44 мм, на верхньому колі з 12 жовтими зірками і нижче символ В. Розміри — 521 мм х 110 мм.

### Дипломатичні

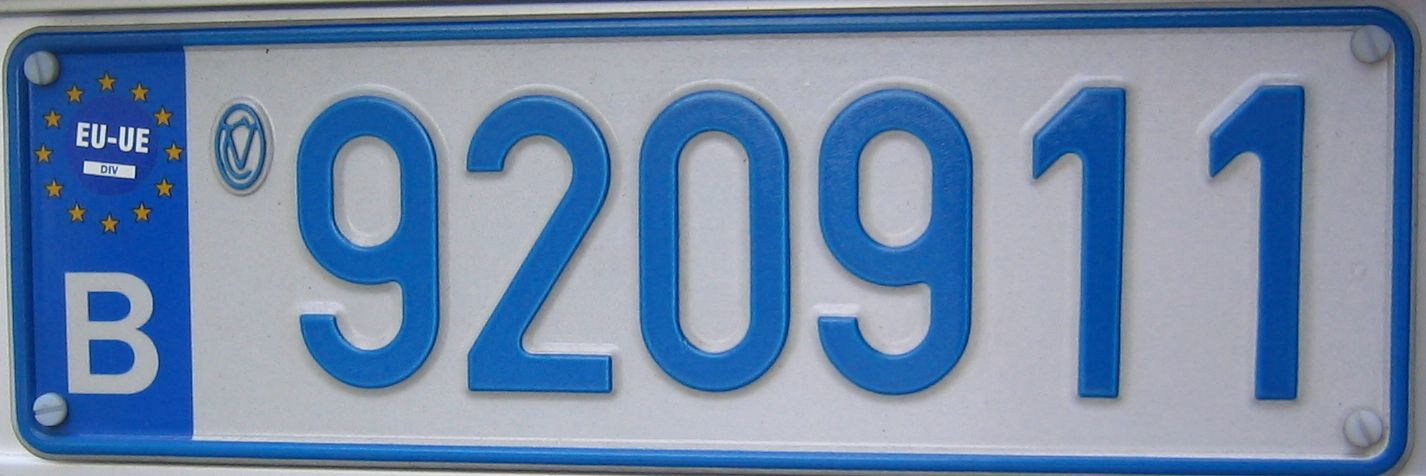
Бельгійський дипломатичний знак (довгостроковий)

Номерні знаки транспортних засобів дипломатичних місій включають сині символи на білому тлі. Комбінація складається з 6 цифр без букв. До цих пір перша цифра завжди «9». Представництва НАТО, ЄС та закордонних установ мають номери зі стандартним червоним шаблоном, з форматом 8-aaa-###.
З 2014 року зареєстровані автомобілі НАТО, ЄС, іноземних інституцій мають стандартну червону бельгійську пластину у форматі N-LLL-NNN, де N — цифра, а L — літера.

### Європейських інститутцій

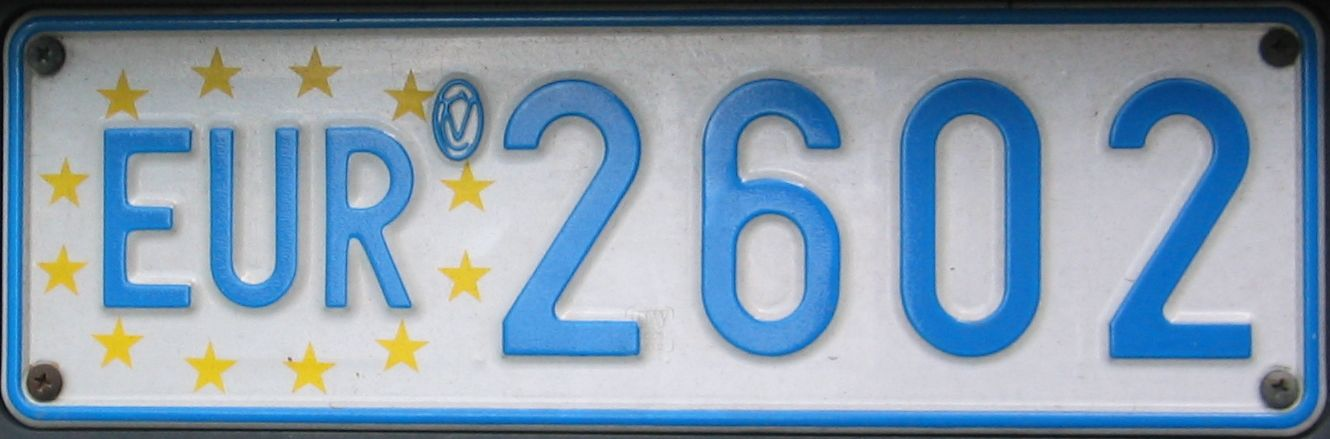
Номерний знак органів ЄС

Транспортні засоби органів ЄС, розташованих у Бельгії мають білі номерні пластини, на яких блакитним кольором нанесений префікс «EUR», обведений символом ЄС (12 зірок), та чотири цифри. З 2014 року транспортні засоби органів ЄС можуть мати також стандартний червоний бельгійський номерний знак у форматі N-LLL-NNN, де N — цифра, а L — літера.

### Євроконтроль
Номерні знаки транспортних засобів «Євроконтролю» могли раніше отримати блакитну табличку з трьома цифрами, за якими йшов код «EURO». Як і всі сині номери замінені на серію зразка 8-AAA-111.

### Дилерські

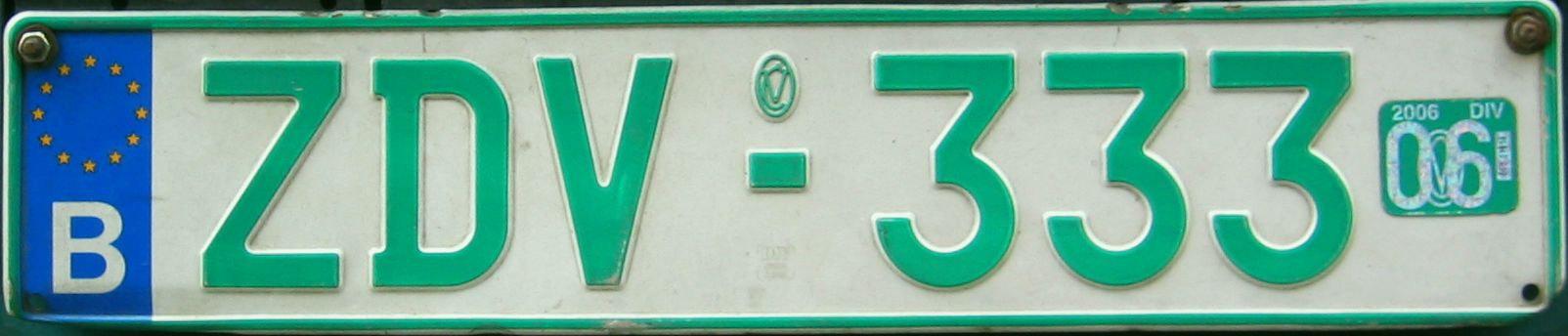
Автодилерський номерний знак

Номерні знаки автодилерів мають біле тло із зеленим текстом. Крім того, такі номери мають прапор ЄС ліворуч. Стандартні дилерські пластини мають Z як початкову літеру, а A—Y як другу літеру. Пластини, що починаються з ZZ, зарезервовані для тестових автомобілів.

### Персональні
До 16 листопада 2010 року персоналізовані номерні знаки могли мати тільки шестизначну комбінацію (AAA-111 або 111-AAA) або будь-яку з п'ятизначних комбінацій. Комбінація може бути обрана власником номера з наступними обмеженнями:
- Перша літера не повинна суперечити стандартним правилам, наприклад, комбінація, що починається з MOQUWZ, не допускається для звичайної пластини транспортного засобу
- Скорочення бельгійських політичних партій не допускаються
- З європейським форматом, введеним 16 листопада 2010 року, персональні пластини починаються з 9, наприклад, «9-ABC-123». Можливі комбінації, що йдуть за «9», були такими ж, як і раніше, тобто п'ять або шість символьних комбінацій у форматах, виданих з 1951—2010 років. З 31 березня 2014 року формат вже не настільки обмежує діапазон символів та їх комбінаці. Тим не менш, номерний знак має містити принаймні одну літеру і не може імітувати комбінацій чисел, зарезервованих для спеціального використання (наприклад, CD-1234 з дипломатичних номерів, A-0 до A-99999 з державних номерів тощо).[2]

### Тимчасові
Тимчасові номерні знаки мають червоне тло, де розміщено префікс «ZA » та номер у форматі « AAA - ##». Перший символ |— X для транспортних засобів, призначених для експорту протягом 30 днів, або W для тимчасово зареєстрованих транспортних засобів. Дві середні цифри — останні дві цифри календарного року (наприклад, «16» для 2016 року).